# 沈阳市第三十一中学
沈阳市第三十一中学始建于1945年，位于沈阳市铁西区，占地面积近四万平方米。现有第一教学楼、第二教学实验楼、科技综合楼、体育馆、游泳馆、塑胶运动场、篮球场、排球场、网球场、乒乓球场等设施。该学校的篮球队曾多次获得国内、国际竞赛名次。